# Garinjuga
Garinjuga is een geslacht van haften (Ephemeroptera) uit de familie Leptophlebiidae.

## Soorten
Het geslacht Garinjuga omvat de volgende soorten:
- Garinjuga maryannae